# Mikałaj Samasiejka
Mikałaj Leanidawicz Samasiejka (biał. Мікалай Леанідавіч Самасейка, ros. Николай Леонидович Самосейко, Nikołaj Leonidowicz Samosiejko; ur. 3 października 1959 w Moskwie) – białoruski prawnik, sędzia i polityk, od 2008 roku deputowany do Izby Reprezentantów Zgromadzenia Narodowego Republiki Białorusi IV i V kadencji.

## Życiorys
Urodził się 3 października 1959 roku w Moskwie, w Rosyjskiej FSRR, ZSRR. Ukończył studia na Wydziale Prawa Białoruskiego Uniwersytetu Państwowego ze specjalnością „Prawoznawstwo”. Pracę rozpoczął jako ślusarz narzędziowiec Mińskiego Zjednoczenia Produkcyjnego „Horyzont”. Odbył służbę wojskową w szeregach Armii Radzieckiej. Następnie pracował jako stażysta sędziego, sędzia sądu rejonu frunzeńskiego Mińska, sędzia kolegium sądowego spraw karnych Mińskiego Sądu Miejskiego, przewodniczący sądu rejonu centralnego Mińska.
27 października 2008 roku został deputowanym do Izby Reprezentantów Zgromadzenia Narodowego Republiki Białorusi IV kadencji ze Starowilenskiego Okręgu Wyborczego Nr 105. Od 31 października pełnił w niej funkcję przewodniczącego Stałej Komisji ds. Prawodawstwa i Kwestii Sądowo-Prawnych. Od 13 listopada był członkiem Narodowej Grupy Republiki Białorusi w Unii Międzyparlamentarnej. 18 października 2012 roku został deputowanym do Izby Reprezentantów V kadencji z tego samego okręgu. Pełni w niej funkcję przewodniczącego Stałej Komisji ds. Międzynarodowych. Jest także deputowanym Zgromadzenia Parlamentarnego Związku Białorusi i Rosji. Wchodzi w nim w skład Komisji ds. Prawodawstwa i Przepisów.

## Wypowiedzi
Według wypowiedzi Mikałaja Samasiejki, sankcje nałożone przez Unię Europejską na Białoruś w związku z łamaniem praw człowieka są „kontrproduktywne”. Ponadto mimo pełnienia funkcji przewodniczącego parlamentarnej komisji ds. międzynarodowych, w jednej z rozmów z dziennikarzami wykazał się niewiedzą m.in. czym są Organizacja Bezpieczeństwa i Współpracy w Europie (OBWE) i Rada Europy. Błędnie interpretując skrót nazwy tej pierwszej, stwierdził:

Ważna jest dla nas współpraca w różnych kierunkach, w tym z krajami Unii Europejskiej, jej organizacjami i strukturami i, szczególnie, z Oddziałem Bezpieczeństwa Rady Europy.

## Odznaczenia
- Medal „Za Zasługi w Pracy” – za owocną działalność państwową i społeczną deputowanych Izby Reprezentantów Zgromadzenia Narodowego Republiki Białorusi IV kadencji, znaczny wkład w rozwój prawodawstwa i parlamentaryzmu (6 grudnia 2011 roku)[8];
- Gramota Pochwalna Zgromadzenia Narodowego Republiki Białorusi[2].

## Życie prywatne
Mikałaj Samasiejka jest żonaty, ma troje dzieci.